# カール・フォン・リヒテンシュタイン (1878-1955)
カール・アロイス・フォン・ウント・ツー・リヒテンシュタイン（Prinz Karl Aloys von und zu Liechtenstein、1878年9月16日 - 1955年6月20日）は、オーストリア＝ハンガリー（二重帝国）の貴族、軍人。ボヘミア系の大貴族リヒテンシュタイン家の公子。

## 経歴
リヒテンシュタイン家のアルフレート公子と、その妻で同族の従妹にあたるヘンリエッテ公女の間の第9子、六男として、ドイチュランツベルクのフラウエンタール城で生まれた。二重帝国陸軍に所属し、第一次世界大戦直後に帝政が崩壊するまで騎兵大尉として勤務した。1918年12月13日から1920年9月15日まで、リヒテンシュタイン公国の臨時国務代行者（provisorischer Landesverweser）として、母方の伯父にあたるヨハン2世公の事実上の摂政を務めた。

## 子女
1921年3月31日にシュトゥットガルトにおいて、ウラッハ公ヴィルヘルム・カールの娘エリーザベトと民事婚を行った。2人の宗教婚は同年4月5日にテーゲルンゼーで執り行われた。夫妻は間に2男2女をもうけた。
- ヴィルヘルム・アルフレート・ハインリヒ・カール・テオドール・オットー・ゲロ・ヨーゼフ・マリア（ドイツ語版）（1922年 - 2006年） - 1950年、エンマ・フォン・グートマンスタール＝ベンヴェヌーティと結婚
- マリア・ヨーゼファ・ヘンリエッテ・アメリー・フロレスティーネ・ツィタ・フランツィスカ・テレーゼ・カロラ・ヴァレリー・エリーザベト・ルドヴィカ（1923年 - 2005年）
- フランツィスカ・デ・パウラ・ヘンリエッテ・マリー・アメリー・メヒティルディス・ベネディクタ・ペトラ・デ・アルカンタラ（1930年 - 2006年） - 1965年、ローフス・フォン・シュペー伯爵と結婚
- ヴォルフガング・ヨハンネス・バプティスト・ヨハンネス・エヴァンゲリスト・イルデフォンス・フランツ・デ・パウラ・ヨーゼフ・マリア（1934年 - ） - 1970年、ガブリエーレ・バセレット・ド・ラ・ロゼー伯爵夫人と結婚